# Цуркин, Евгений Николаевич
Евгений Николаевич Цуркин (бел. Яўген Мікалаевіч Цуркін; род. 9 декабря 1990 года, Гомель, Белорусская ССР) — белорусский пловец, чемпион Европы (2014), чемпион Универсиады (2013 и 2015), призёр чемпионата мира 2016 года на короткой воде, многократный чемпион и рекордсмен Беларуси. Мастер спорта Республики Беларусь международного класса. Выступает в плавании вольным стилем и баттерфляем на дистанциях 50 и 100 метров. Участник Олимпийских игр 2012, 2016 и 2020 годов.

## Биография
Родился 9 декабря 1990 года в Гомеле. Сперва учился в СШ №59, а затем по девятый включительно – в СШ №24, дальше – два года в училище олимпийского резерва. Закончил БГУ по специализации «Международный менеджмент». Мать, Лариса Владимировна, работает на фабрике «8 Марта», отец, Николай Николаевич, – в монтажном управлении. Старшая сестра Юлия, закончившая БелГУТ и магистратуру, трудится архитектором. Тренер — Анна Павловна Букреева.
В детстве мечтал стать футболистом, однако в восемь лет начал заниматься плаванием по настоянию матери. Первый тренер — Галина Васильевна Короткевич.
В 2010 году отобрался в состав национальной команды Беларуси.

## Личная жизнь
В августе 2017 года женился на белорусской пловчихе Александре Герасимене, 17 сентября 2018 года у пары родилась дочь София.